# Josephine McKim
Josephine Eveline McKim (Oil City, 4 gennaio 1910 – Woodstock, 10 dicembre 1992) è stata una nuotatrice statunitense.

## Biografia
Specializzata nello stile libero ha vinto la medaglia d'oro nella staffetta 4 × 100 m sl alle olimpiadi di Los Angeles 1932; quattro anni prima, a Amsterdam 1928 aveva vinto la medaglia di bronzo nei 400 m sl.
È diventata una dei Membri dell'International Swimming Hall of Fame.
È stata primatista mondiale negli 800 m sl.

## Palmarès
- Olimpiadi

Amsterdam 1928: bronzo nei 400 m sl.
Los Angeles 1932: oro nella staffetta 4 × 100 m sl.